# Cerkno
Cerkno – wieś w Słowenii, siedziba gminy Cerkno. W 2018 roku liczyła 1461 mieszkańców.